# 釋了一
釋了一是香港的女性出家人，心靈環保慈悲基金會有限公司的創辦人之一，透過在新媒體製作來推廣入世的正信佛教。
釋了一1970年代畢業後，任職尖沙嘴一家酒店的採購部，之後輾轉任職電視台及廣告公司。
1990年代，她決定出家學佛，並前往台灣佛教學院，在僧團裏生活了六年，再赴印度大覺寺接受比丘尼戒，正式成為出家人。

## 主持節目
- 溫暖人間雜誌YouTube頻道：《同法師傾偈 （页面存档备份，存于）》第一集至第四集

## 外部連結
- 佛門網：「了一法師」相關文章 （页面存档备份，存于）
- 了一法師講述佛法 （页面存档备份，存于）
- 了一法師相關文集 （页面存档备份，存于）